# Gare de Limerick Junction
La gare de Limerick Junction (en anglais : Limerick Junction railway station; en irlandais : Gabhal Luimnigh) est une gare ferroviaire de Limerick située dans le comté de Tipperary en Irlande. C'est une gare de correspondance importante pour les trains provenant de Cork Kent, Dublin Heuston, Ennis, Tralee et Waterford Plunkett.

## Histoire
La station est ouverte le 3 juillet 1848. Elle se nommait autrefois Tipperary Junction.